# Paulias Matane

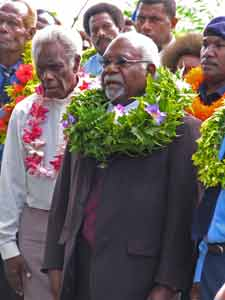
Sir Paulias Matane

Sir Paulias Nguna Matane GCMG, OBE (* 21. September 1931 in East New Britain Province; † 12. Dezember 2021) war ein papua-neuguineischer Politiker. Er war vom 29. Juni 2004 bis zum 13. Dezember 2010 Generalgouverneur von Papua-Neuguinea.
Paulias Matane wurde am 27. Mai 2004 mit 50 Stimmen durch das Parlament von Papua-Neuguinea zum Generalgouverneur gewählt und war somit Vertreter von Königin Elisabeth II. als Staatsoberhaupt. Pato Kakeraya, sein Gegenkandidat, erhielt 46 Stimmen. Die Wahl des Generalgouverneurs war sechs Monate zuvor wegen formeller Fehler beim Nominierungsprozess fehlgeschlagen. Obwohl Matane vereidigt wurde, hielt die Kontroverse an, da Kakeraya beim Obersten Gericht von Papua-Neuguinea einen Antrag auf Annullierung der Wahlen stellte, der jedoch abgelehnt wurde.
Matane ist ein Tolai aus der Provinz East New Britain, spricht Kuanua und ist Priester der United Church in Papua New Guinea. Er hat viele Bücher in einem absichtlich extrem einfach gehaltenen Englisch geschrieben, um seine Leser in Papua-Neuguinea davon zu überzeugen, dass Bücher eine nützliche Quelle der Informationen sind, und dass Bücher nicht nur als etwas angesehen werden sollten, das nur für Ausländer gemacht wird. Von 1975 bis 1980 war Paulias Matane Botschafter Papua-Neuguineas in den USA. Er gründete die United News Agency of Melanesia. Viele Jahre hatte Matane eine Ratgeberkolumne in der malaiischen Zeitung The National.
Im Jahre 2010 wurde Matane unter kontroversen Umständen wiedergewählt; die Wahl wurde im Dezember 2010 vom Obersten Gerichtshof für verfassungswidrig erklärt.